# Перинетти, Хуан
Хуан Нелуско Перинетти (исп. Juan Nelusco Perinetti; 1891, Аргентина — 31 июля 1957, Ремедиос-де-Эскалада, Буэнос-Айрес, Аргентина) — аргентинский футболист, нападающий. Один из основателей футбольного клуба «Тальерес» из Ремедиос-де-Эскалады, в котором начинал и заканчивал карьеру игрока. На протяжении 12 лет выступал за «Расинг» из Авельянеды, в составе которого выиграл 19 национальных и международных трофеев. За сборную Аргентины провёл 18 матчей. Старший брат другого известного футболиста — Наталио Перинетти.

## Игровая карьера
Футбольную карьеру Хуан Перинетти начал в четырнадцати- или пятнадцатилетнем возрасте в клубе «Тальерес». Примечательно, что в том числе и им же данный клуб и был основан; произошло это 1 июня 1906 года. Другим человеком, стоявшим у истоков футбола в городе Ремедиос-де-Эскалада, был родной брат Хуана — Рауль. Ранее, 17 мая, на внеочередном собрании «господ партнёров», самому старшему из которых было пятнадцать или шестнадцать лет, Хуан Перинетти был избран первым капитаном будущей команды. Своё название клуб получил в честь селения Лос Тальерес, где и состоялось историческое заседание. Команда начала свой путь со второго аргентинского дивизиона, называвшегося тогда Лигой Независимости (Liga independiente). Первое время Хуан Перинетти выступал на позиции левого полузащитника, затем стал действовать преимущественно в нападении; его игра характеризовалась большой скоростью и высоким уровнем дриблинга. Позже, в 1910-х гг., Перинетти признавался одним ведущих игроков линии атаки в аргентинском футболе. Отыграв за «Тальерес» полтора года, он перебрался в Авельянеду. Стоить добавить, что после ухода Перинетти футбольная команда «Тальереса» на три года прекратила своё существование; в последующие годы Los Tallarines ещё один раз уходили в небытие. На период 1908—1913 приходится лишь один год, когда «Тальерес» принимали участие в чемпионате.
Игроком «Расинга» Перинетти стал в начале 1908 года. За эмоциональность, проявленную футболистом после проигранного матча, Хуан получил от болельщиков прозвище Плакса, и довольно быстро стал их любимцем. 28 декабря 1913 года в финальном матче плей-офф чемпионата Аргентины «Расинг» обыграл «Сан-Исидро» (2:0), занявший второе после клуба из Авельянеды место в регулярном чемпионате, и впервые в истории стал чемпионом Аргентины. Для Перинетти это был пятый финал серьёзного турнира в течение одного года; в том же 1913-м «Расинг» уступил «Сан-Исидро» (0:2) в Кубке Конкуренции Жокейского Клуба, лишившись возможности сыграть на Кубок Конкуренции Шевалье Бутеля, и обыграл победителя Лиги Росарина «Эстудиантес» (5:1) в Кубке Славы Муниципалитета Буэнос-Айреса, получив тем самым путёвку в Кубок Славы Коусиньер. Оба международных турнира, и тот, на который «Расинг» пробился, и тот, куда отправился его обидчик «Сан-Исидро», представляли собой соревнования между лучшими клубами Аргентины и Уругвая и пользовались в те времена огромной популярностью. В двухматчевом же противостоянии с «Насьоналем» сильнее оказался аргентинский клуб (1:1 и 3:2) — «Расинг», а вместе с ни и Хуан Перинетти, праздновал завоевание своего первого международного трофея. Первым же из пяти финалов 1913 года стал апрельский матч за дебютный Кубок Карлоса Ибаргурена против «Ньюэллс Олд Бойз», ещё одного представителя Лиги Росарина, завершившийся победой «Расинга» (3:1). 1913 год оказался самым «урожайным» на трофеи как для Хуана Перинетти, так и для клуба. Оказавшись в «Расинге» фактически в период его формирования, Перинетти и его партнёры уложились в два года для решения задачи по выходу в высшую лигу, потом за три года добились и затем на протяжении шести лет удерживали звание лучшей команды Аргентины, выиграв официальный чемпионат семь раз подряд, учитывая последний при Перинетти титул, завоёванный в рамках альтернативного чемпионата по версии AAm. То доминирование, которое было у «Расинга», не имеет аналогов в истории аргентинского футбола, будь то любительский период или профессиональный. Хуан Перинетти — лидер и главная звезда этой великой команды.
В 1920 году Перинетти в ранге действующего чемпиона Аргентины (AAm) завершил игровую карьеру, но спустя пять лет — возобновил её. 33-летний экс-футболист вернулся в начале 1925 года на футбольное поле, дабы помочь своему родному «Тальересу» пробиться в высшую лигу. 22 ноября 1925 года по итогам гостевого поединка против «Сан-Лоренсо» ведомая ветераном Перинетти команда добилась долгожданного повышения в классе. В последний раз Перинетти вышел на поле 18 апреля 1926 года в матче против «Лануса» в рамках аргентинской Примеры, после чего завершил карьеру, на этот раз — окончательно.

## Карьера в сборной
Первый матч за национальную сборную Аргентины Хуан Перинетти провёл 18 июля 1915 года в Монтевидео против Уругвая. Этот же матч, завершившийся победой аргентинцев со счётом 3:2, принёс Перинетти и первый трофей в футболке сборной — Гран-при Уругвая (Gran Premio de Honor Uruguayo). Прошёл без малого год, прежде чем Перинетти вновь был призван в главную команду Аргентины — 6 июля 1916 года он принял участие в разгроме над Чили (6:1) в рамках первого официального Чемпионата Южной Америки. Турнир проходил в Буэнос-Айресе и закончился для Аргентины вторым местом, причём уступили «бело-голубые» домашнее первенство своему принципиальному сопернику — Уругваю. Перинетти сыграл в двух из трёх матчей своей команды, в том числе и в решающем. Он вызывается в сборную и в дальнейшем, но не сказать, что регулярно. Так, помимо годовалого перерыва на начальном этапе карьеры Перинетти в сборной, имелись ещё и три паузы — 10-месячная, 9-месячная и 7-месячная: первая — в период с октября 1917 года по август 1918-го, вторая — с октября 1916-го по июль 1917 года, а третья — с августа 1918 года по май 1919-го. 15 августа 1916 года Перинетти играет играет против сборной Уругвая в матче на Кубок Липтона; встреча с соседями заканчивается для аргентинцев поражением (1:2). 1 октября 1916 года Аргентина одолела Уругвай (1:0) и выиграла Гран-при Уругвая.
18 июля 1917 года, в первом для Перинетти матче после девятимесячного перерыва, Аргентина гостевой победой над Уругваем (2:0) завоёвывает очередной Гран-при, а месяц спустя, 15 августа, в матче с тем же Уругваем (1:0) выигрывает и Кубок Липтона. На Чемпионате Южной Америки 1917, прошедшем в октябре в Монтевидео, Перинетти провёл все три матча с участием сборной Аргентины, снова, как и годом ранее, уступившей золото уругвайцам. За весь 1918 год он лишь однажды выходит на поле в матче сборных — 25 августа Аргентина обыграла Уругвай (2:1) в матче на Гран-при Аргентины (Gran Premio de Honor Argentino). В мае 1919 года Перинетти отыграл все три матча в рамках очередного южноамериканского чемпионата. На этот раз Аргентина выступила и вовсе плохо: два поражения в трёх матчах и лишь итоговая бронза. На минорной ноте и завершилась карьера Хуана Перинетти в сборной — 7 сентября 1919 года Аргентина уступила Уругваю (1:2) в финале Кубка Липтона. В общей сложности Перинетти провёл за сборную Аргентины 18 матчей; наибольшее количество — по шесть матчей — пришлись на 1916-й и 1917 годы, наименьшее — по одному — на 1915-й и 1918-й.

## После игровой карьеры
Хуан Перинетти дважды избирался в президенты футбольного клуба «Тальерес» — в 1932 и 1943 годах. Общая продолжительность работы в этом качестве — около трёх лет.
Во время второго срока Перинетти при клубе был построен бассейн, много позже названный в его честь.

## Достижения
Тальерес
- Победитель Второго Дивизиона Аргентины: (1) 1925

 Расинг (Авельянеда)
- Чемпион Аргентины: (7) 1913, 1914, 1915, 1916, 1917, 1918, 1919 AAm
- Обладатель Кубка Карлоса Ибаргурена: (5) 1913, 1914, 1916, 1917, 1918
- Обладатель Кубка Славы Муниципалитета Буэнос-Айреса: (4) 1912, 1913, 1915, 1917
- Обладатель Кубка Славы Коусиньер: (1) 1913
- Обладатель Кубка Рио де Ла Платы: (2) 1917, 1918
- Победитель Второго Дивизиона Аргентины: (1) 1910
- Серебряный призёр Чемпионата Аргентины: 1920 AAm
- Финалист Кубка Славы Коусиньер: 1912, 1915, 1917
- Финалист Кубка Рио де Ла Платы: 1916
- Финалист Кубка Карлоса Ибаргурена: 1915
- Финалист Кубка Конкуренции Жокейского Клуба: 1913, 1915

 Сборная Аргентины
- Обладатель Кубка Томаса Липтона: (1) 1917
- Обладатель Кубка Славы Аргентины: (1) 1918
- Обладатель Кубка Славы Уругвая: (3) 1915, 1916, 1917
- Серебряный призёр Чемпионата Южной Америки: 1916, 1917
- Бронзовый призёр Чемпионата Южной Америки: 1919
- Финалист Кубка Томаса Липтона: 1916, 1919

## Интересные факты
- Хуан — единственный из трёх братьев Перинетти, игравший в одной команде вместе с двумя другими братьями: с Раулем он играл в «Тальересе» в 1906—1907 гг., а с Наталио — в «Расинге» в 1917—1920 гг.